# Kegel (Markneukirchen)
Kegel ist ein Gemeindeteil des Ortsteils Erlbach der Stadt Markneukirchen im Vogtlandkreis (Freistaat Sachsen). Er kam mit der Gemeinde Erlbach am 1. Januar 2014 zur Stadt Markneukirchen.

## Geografie

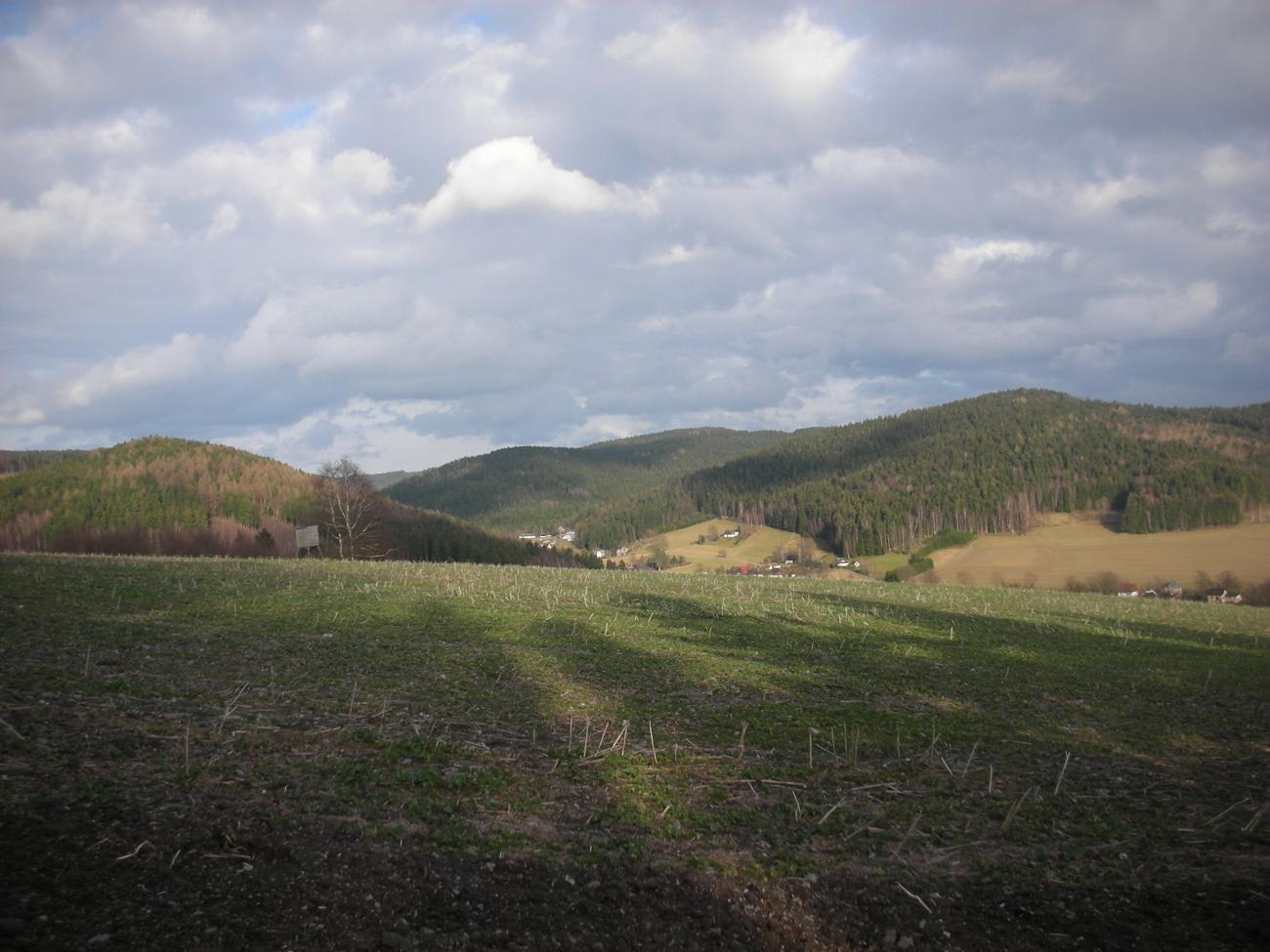
Elstergebirge, Kegelberg

### Lage
Kegel liegt im Süden des sächsischen Teils des historischen Vogtlands bzw. Oberen Vogtlands, befindet sich jedoch bezüglich des Naturraums am Übergang vom Westerzgebirge zum Elstergebirge. Kegel liegt an der „Klingenthaler Straße“ nordöstlich von Erlbach, zu dessen Gemarkung die Siedlung auch gehört. Nördlich der Siedlung befindet sich der Floßbach, der über den Schwarzbach in die Weiße Elster entwässert. Kegel liegt im Naturpark Erzgebirge/Vogtland. Östlich der Siedlung befindet sich das Wintersportgebiet „Kegelberg“ nahe der Grenze zur Tschechischen Republik.

### Nachbarorte
| Gopplasgrün |                                             | Landesgemeinde     |
|             | Kompassrose, die auf Nachbargemeinden zeigt |                    |
| Erlbach     |                                             | Počátky (Ursprung) |

## Geschichte
Der Ursprung des heutigen Gemeindeteils „Kegel“ ist ein um 1791 erwähntes Einzelgut zwischen Erlbach im Westen und dem Kegelberg im Osten. Später galt es als Häusergruppe in der Erlbacher Flur und 1875 als Ortsteil von Erlbach.
Als Gemeindeteil von Erlbach gehörte Kegel bis 1856 zum kursächsischen bzw. königlich-sächsischen Amt Voigtsberg, nach 1856 zum Gerichtsamt Markneukirchen und ab 1875 zur Amtshauptmannschaft Oelsnitz. Durch die zweite Kreisreform in der DDR kam Kegel als Gemeindeteil von Erlbach im Jahr 1952 zum Kreis Klingenthal im Bezirk Chemnitz (1953 in Bezirk Karl-Marx-Stadt umbenannt), der im Jahr 1990 als sächsischer Landkreis Klingenthal fortgeführt wurde und 1996 im Vogtlandkreis aufging.
Mit der Eingliederung der Gemeinde Erlbach in die Stadt Markneukirchen wurde Kegel am 1. Januar 2014 ein Gemeindeteil von Markneukirchen. Am Kegelberg befindet sich das Erlbacher Wintersportgebiet.